# Johann Ludwig Bach
Johann Ludwig Bach (Thal, 4 febbraio 1677 – Meiningen, 30 aprile 1731) è stato un musicista, violinista e compositore tedesco.

## Biografia
Figlio di Jacob Bach, fu cantor dal 1708, poi Kapellmeister alla corte di Meiningen, e, nel 1711, divenne direttore d'orchestra del duca Ernesto Luigi. Cugino di secondo grado di Johann Sebastian Bach, fu un fruttuoso compositore. Tra le sue opere più rilevanti si citano:
- 17 cantate a 4 voci (di cui fa parte la cantata Denn du wirst meine Seele nicht in der Hölle lassen, erroneamente attribuita a Johann Sebastian, in quanto frutto di copiatura);
- 15 mottetti;
- 1 Magnificat;
- 1 suite per orchestra;
- la trauermusik Ich suche nur das Himmelleben, composta nel 1724 in occasione della morte del duca Ernesto Luigi.